# Peugeot Typ 161
Der Peugeot Typ 161, auch Quadrilette genannt, ist ein Automodell des französischen Automobilherstellers Peugeot.

## Beschreibung

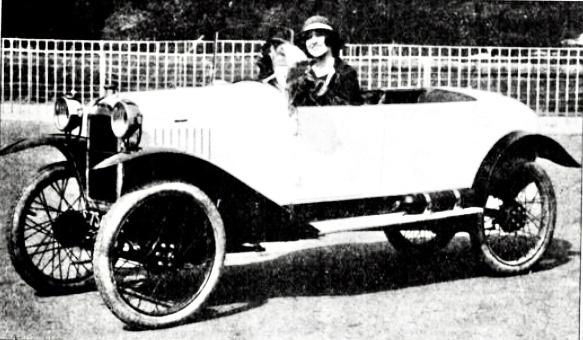
Peugeot Typ 161 mit Jenny Golder, dem berühmten Revuestar, am Lenkrad um 1923

Vorgestellt wurde das Fahrzeug auf dem Brüsseler Automobilsalon 1920. Die Produktion lief von 1921 bis 1922. Insgesamt entstanden im Werk Beaulieu 3500 Fahrzeuge.
Es besaß einen Vierzylinder-Viertaktmotor, der vorne angeordnet war und über Kardan die Hinterräder antrieb. Der Motor leistete aus 667 cm³ Hubraum (50 mm Bohrung, 85 mm Hub) 10 PS. Das Fahrzeug konnte eine Geschwindigkeit von 40 km/h erreichen.
Es gab die Modelle 161 und 161 E. Bei einem Radstand von 230,4 cm und einer geringen Spurbreite von 92,6 cm vorne bzw. 75 cm hinten, aufgrund dessen auf ein Differenzial verzichtet werden konnte, betrug die Fahrzeuglänge 295,4 cm, die Fahrzeugbreite 116,6 cm und die Fahrzeughöhe 145 cm. Die Karosserieform Quadrilette bot Platz für zwei Personen, die bei frühen Ausführungen hintereinander, bei späteren Ausführungen versetzt nebeneinander sitzen konnten.
Aufgrund des geringen Gewichtes von unter 350 kg wurde das Fahrzeug als Cyclecar eingestuft.
Das Modell wurde 1922 vom Peugeot Typ 172 abgelöst.

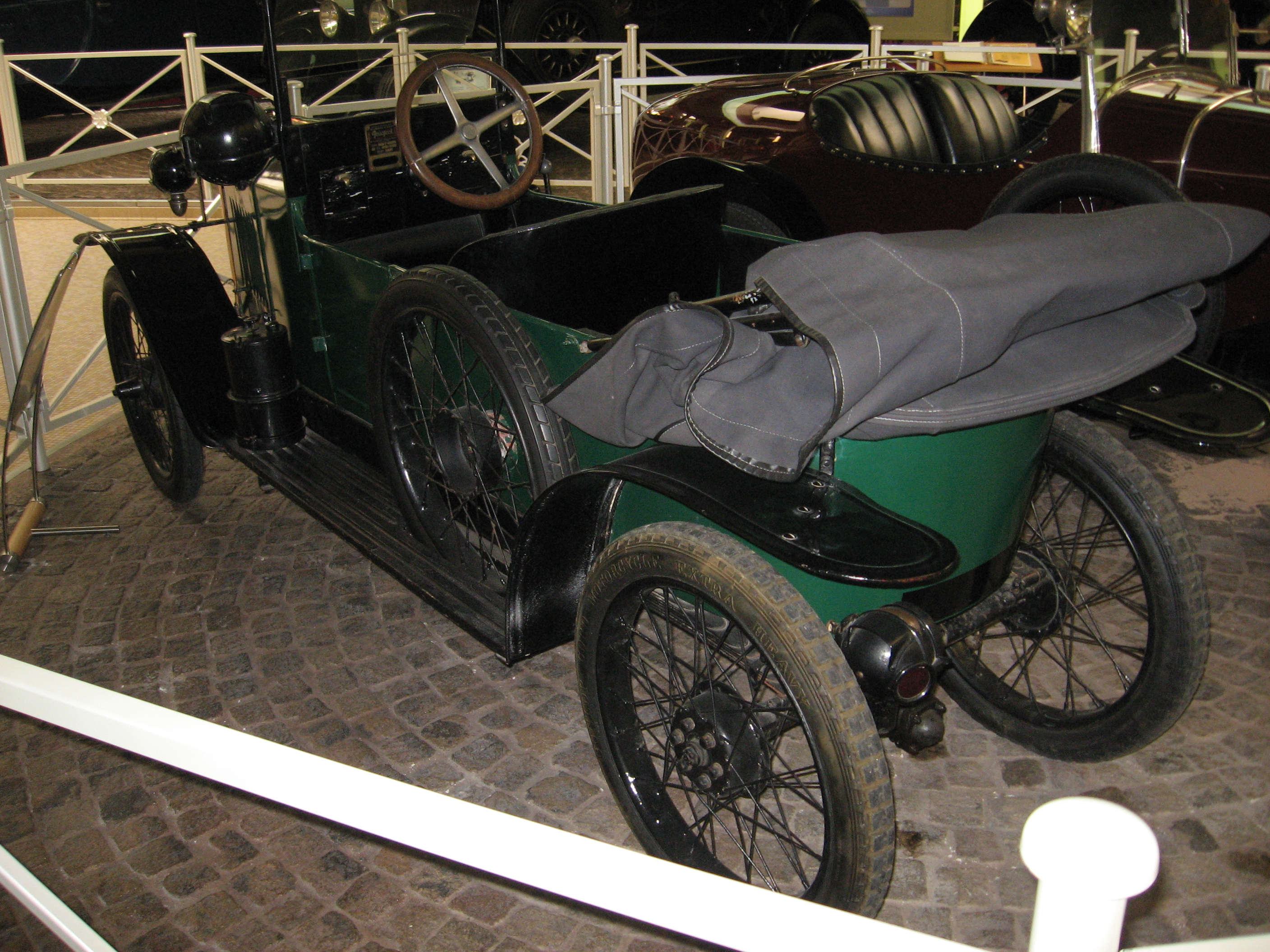
Heckansicht